# Musée Dobrée
Le musée Dobrée, anciennement appelé Musée Départemental Thomas-Dobrée, appartient au Département de Loire-Atlantique depuis 1895. Il est situé dans le centre-ville de Nantes, dans le quartier Graslin, à proximité du Muséum d'histoire naturelle et du cours Cambronne. En 2013, le département décide de rassembler les collections et les monuments au sein d’un nouveau service départemental nommé Grand Patrimoine de Loire-Atlantique. Le musée Dobrée fait partie des édifices concernés tout comme le château de Châteaubriant, le château de Clisson, la chapelle du Vieux-Bourg de Saint-Sulpice-des-Landes et le domaine de la Garenne Lemot.
Entre 1862 et 1895, l’armateur et collectionneur Thomas Dobrée (1810-1895) construit un édifice néo-médiéval ayant une double fonction: lieu de résidence et espace d'exposition de ses collections. Lorsqu’il achète la parcelle, celle-ci comprend déjà un bâtiment en élévation, le manoir épiscopal de la Touche érigé au XVe siècle. En 1972, un troisième bâtiment est construit sur la parcelle, le « bâtiment Voltaire » héberge entre autres, les réserves du musée.
Dans la nuit du 13 au 14 avril 2018, le musée est victime du vol de l'écrin du cœur d'Anne de Bretagne qui y était exposé depuis 1896, d'une statue hindoue dorée ainsi que d'une cinquantaine de pièces de monnaie médiévales en or et de médailles. Ces objets ont été retrouvés quelques jours plus tard par la police et restitués au musée en septembre 2018.

## Site

### Historique
Par testament en date de 1894, Thomas Dobrée lègue ses collections et l’ensemble du site au département de Loire-Inférieure. L’ensemble devient un musée qui ouvre pour la première fois au public le 8 janvier 1899, soit trois ans après la mort de Thomas Dobrée. Les collections de la Société archéologique et historique de Nantes et de Loire-Inférieure sont alors réunies à celles de Thomas Dobrée.
Le musée est fermé depuis le 3 janvier 2011, des travaux de restructuration et d'agrandissement sont nécessaires. Certains espaces sont restés ouverts au public pour des expositions temporaires et des évènements culturels jusqu’à l’été 2019. Des fouilles archéologiques préventives ont été réalisées entre octobre et novembre 2019. Le nouveau musée réouvre le 18 mai 2024 lors de la Nuit européenne des musées après 13 ans de fermeture.

### Bâtiments

#### Le Manoir des Irlandais ou la Maison romane

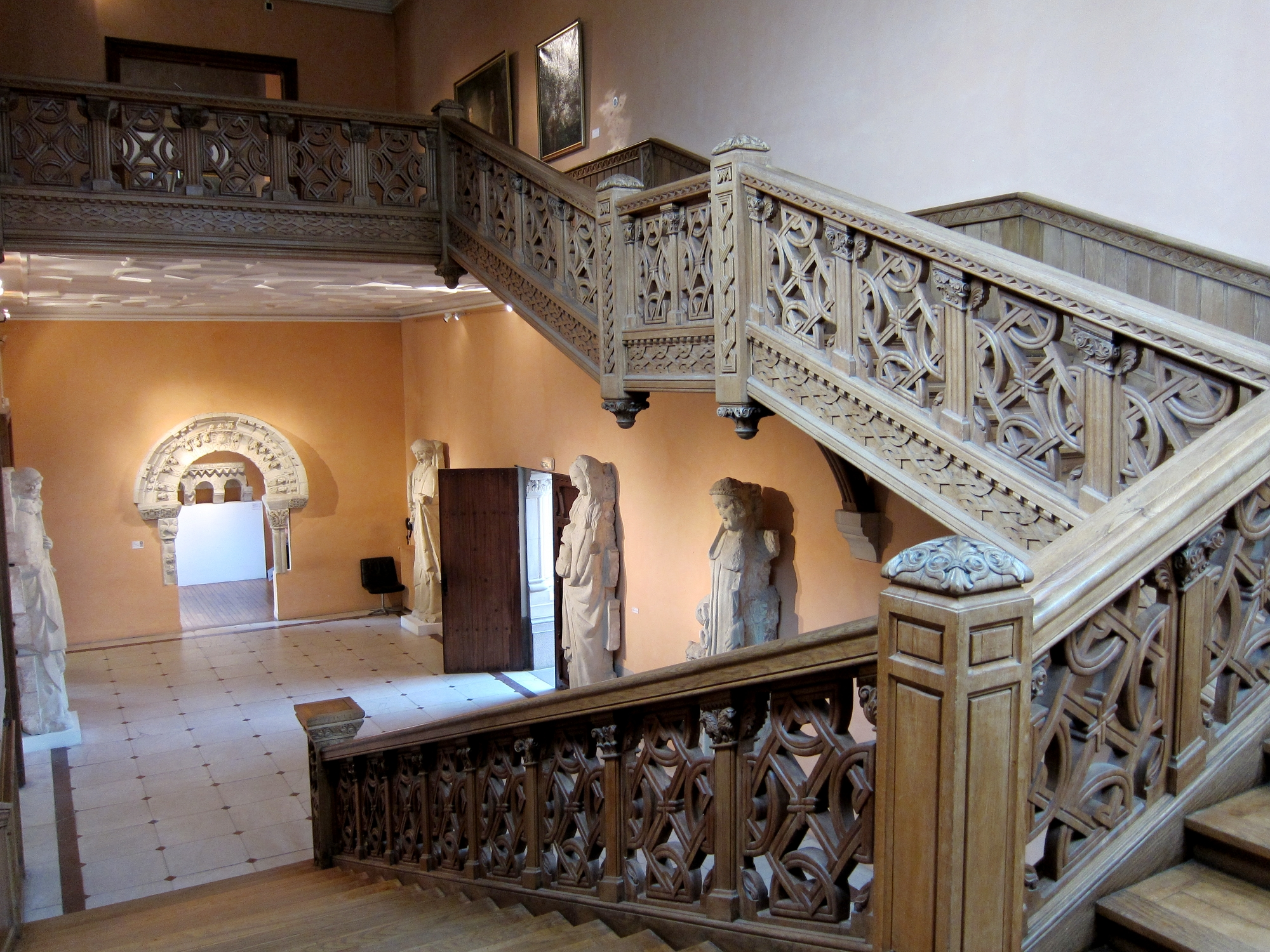
L'entrée du palais Dobrée.

De son vivant, Thomas Dobrée  appelait son manoir de différentes manières : « maison romane » ou « manoir des Irlandais ». Il ne l’a jamais appelé « palais ». C’est la presse qui lui a donné ce nom, comme celui de « folie Dobrée », surement à cause de l’extravagance du projet.
Dans les années 1830, Thomas Dobrée abandonne la carrière d’armateur qui lui était tracée pour se consacrer aux arts. Il commence à collectionner des objets d’arts à partir de 1832, juste après la fin de sa formation artistique à Paris.
Entre 1857 et 1862, Thomas Dobrée devient propriétaire de l’ensemble de l’îlot où se situe le manoir de la Touche et la chapelle Saint-Gabriel dans les quartiers ouest de Nantes. Le site n’est pas choisi au hasard, il était à quelques minutes du domicile du collectionneur situé sur la place Graslin, et l’intérêt historique du manoir médiéval doit aussi avoir son importance. À la mort de sa femme, le collectionneur réalise qu’il ne pourra pas vivre dans son manoir car il est loin d’être terminé. Cependant l’édifice sera la demeure-écrin de ses collections qu’il souhaite ne pas disperser. C’est pour cela qu’il lègue sa propriété et ses collections au département.
L’édifice est terminé en 1898, soit plus de trente ans après les premières ébauches d'Eugène Viollet-le-Duc. Thomas Dobrée avait fait appel à lui dans un premier temps, cependant, les plans de ce dernier n’étaient pas du goût du collectionneur, les jugeant trop proche du style néogothique. Les architectes Simon, Boismen, Chenantais et Le Diberder œuvrent à la réalisation d'une nouvelle ébauche s'inspirant des plans de l'architecte parisien dans la distribution intérieure mais optant pour un style néo-roman pour les façades.
L’édifice est construit en granit massif et en schiste pour le petit appareillage, il a un plan longitudinale d’est en ouest et il s’organise sur deux niveaux. L’agencement interne fait la distinction entre les espaces publics à l’est et les espaces privés à l’ouest. L’entrée est composée d’un vaste hall occupé par un escalier d’honneur éclairé par de grandes baies en partie haute. À l’opposé du hall, la tour belvédère s’élève à plus de trente mètres du sol. Située à l’ouest de la parcelle, son toit terrasse permet d’admirer la ville et la Loire en contrebas.

Le manoir des Irlandais est décoré de nombreuses sculptures (ours, hiboux), Thomas Dobrée a lui-même dessiné le bestiaire qui ornent les façades de son manoir. La façade méridionale de l’édifice présente les armoiries familiales et la tour porte la devise du collectionneur. Cette dernière est inscrite en breton, elle est accompagnée d’une vouivre sculptée dévorant un cœur de pierre. Plusieurs traductions sont envisagées : « le doute me ronge le cœur », « l’incertitude me dévore » ou, « l’incertitude me déchire ».

#### Bâtiment Voltaire
Entre 1972-1973, un troisième bâtiment est construit sur la parcelle, elle est l’œuvre des architectes Maurice Ferré et son fils Paul. Cette extension est réalisée en béton et est revêtue d'un placage de cailloux qui fait écho à la couleur des pierres de taille du manoir de Thomas Dobrée. Les éléments qui composent ce bâtiment caractérisent l'architecture brutaliste des années 1970. Le bâtiment Voltaire (ou « bâtiment Ferré »), hébergeait la conservation, la documentation, l’exposition permanente d’archéologie régionale, l’auditorium, des galeries souterraines et quelques réserves.

### Restructuration et agrandissement

#### Premier projet
En janvier 2010 un projet de restructuration et de modernisation du musée est adopté par le Conseil général. L'architecte Dominique Perrault est retenu pour mener à bien le projet, qui consistait notamment en la construction de nouveaux espaces souterrains d'exposition aménagés sous les jardins, ceux-ci devant abriter l’accueil, des ateliers pédagogiques, un auditorium de 200 places et des salles d’expositions temporaires (soit 700 m2 au total). Les 4 200 m2 du palais Dobrée et les 950 m2 du manoir de la Touche devaient être entièrement rénovés et mis aux normes en matière d’accessibilité au public. Quant à l’extension construite en 1974 dans un des angles du domaine, rue Voltaire, il était prévu de la détruire en partie, puis de la reconstruire et de l'habiller d’une pierre similaire à celle des bâtiments historiques ; cet édifice étant dévolu aux activités de conservation et de recherche - avec l’installation des réserves, d’une muséothèque et du centre de documentation. Enfin, les 8 000 m2 de jardins devaient être réorganisés avec la création d'un jardin médiéval, d'un verger, et l’évocation d’une lande, au détriment de tilleuls centenaires, classés.
Le 16 juillet 2012, en retenant quatre des « sept ou huit » éléments, techniques et juridiques, soumis par l'association Nantes Patrimoine en se fondant sur le code de l'urbanisme, arguments repris et présentés par le rapporteur public, le Tribunal administratif a retoqué le projet, passé de 26 M€ à 47 M€ en trois ans, même si le site du Conseil général présente toujours le projet Perrault en l'état, puisque l'assemblée départementale envisage de faire appel de ce jugement. Il devient certain que le projet d'extension du musée ne sera donc pas réalisé tel quel en février 2014, lorsque la cour administrative d'appel de Nantes confirme l'annulation de permis de construire.
Cette annulation s'appuie sur quatre motifs : exhaussement du sol jusqu'à 1,80 m et assimilation des sous-sols projetés à un « affouillement » par le juge et non à une « infrastructure », en zone UA.1 du PLU de Nantes où ils sont interdits, même si le projet pouvait être modifié sur le premier point et faire l'objet d'un pourvoi en cassation sur le second, mais surtout, imprécision au document graphique du PLU de la marge de recul sur voie correspondant ici à la « limite de mise en valeur » des trois bâtiments inscrits sur le terrain au « patrimoine nantais », qui conditionne l'emprise de la bande constructible de 30 m, et enfin inclusion par la ville de la marge de recul dans le calcul du pourcentage d'espaces de pleine terre de la « bande constructible... secondaire » (expression plus confuse que celle d'« espaces libres », en surface, de l'article R. 123-9 13° du C.U.), alors que le juge a estimé la définition au PLU de cette marge incompatible avec toute zone « constructible », et donc bien son possible traitement en espace vert, de sorte qu'une modification du PLU pour lever ses imprécisions semble nécessaire[réf. souhaitée].

#### Second projet
Le 4 juillet 2017, un second projet est retenu par le conseil départemental présenté par une équipe pluridisciplinaire constituée des architectes Jacques Pajot et Marc Iseppi (du cabinet parisien Atelier Novembre), le paysagiste Pierre Sarrien et la scénographe Adeline Rispal (Studio Adeline Rispal) .
Il prévoit de conserver les trois bâtiments existant qui auront chacun leur fonction :
- le bâtiment Voltaire, abritant le musée d'archéologie, sera mis en valeur afin de recevoir le hall d'accueil principal du public, ainsi qu'une boutique, des salles pédagogiques et un restaurant ;
- le palais Dobrée sera dédié aux collections permanentes ;
- le manoir de la Touche abritera les expositions temporaires. Une extension moderne, métallique et vitrée, lui sera accolée au pignon ouest afin d'y installer un ascenseur et des escaliers, permettant ainsi de conserver intacte l'intérieur du bâtiment.

À l'extérieur, l'accès à l'ensemble muséal se fera par l'intermédiaire d'un parvis minéral donnant sur la rue Voltaire créé devant le bâtiment d’accueil. Une rampe inclinée en partira pour mener les visiteurs vers un deuxième espace, le « jardin du musée » situé au centre de la parcelle. Un troisième espace vert situé au nord du palais Dobrée et donnant sur la rue Montesquieu, fera office de square du quartier en proposant des espaces détente et des jeux.
Selon les prévisions du conseil départemental, le chantier pourrait débuter à l'automne 2019 avec une livraison prévue en 2021. Son coût est estimé à 25 millions d'euros (dont 15 pour les travaux) contre les 47 millions du premier projet.

## Collections

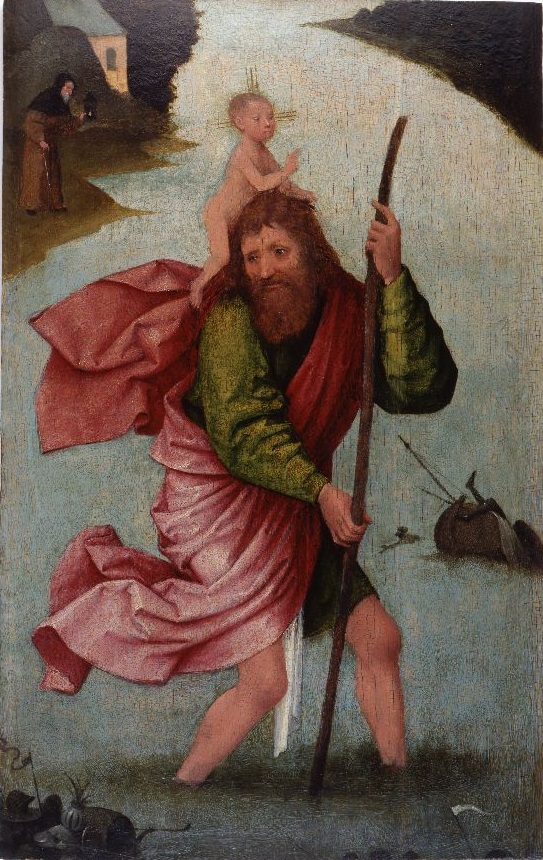
Atelier de Jérôme Bosch, Saint Christophe, début du XVIe siècle (entré dans les collections du musée en 1978).

Les collections du Musée départemental Thomas Dobrée ont une double origine. Dans un premiers temps celles léguées par Thomas Dobrée au département de Loire-Inférieure, puis celles de la Société archéologique et historique de Nantes et de Loire Inférieure. Le musée a ensuite perçu les dons et legs d'archéologues et de collectionneurs, ainsi que les dépôts de l’État et des collectivités territoriales. De plus, le musée réalise des achats selon les opportunités.

### Les collections de Thomas Dobrée
Thomas Dobrée commence ses acquisitions lors de sa formation artistique à Paris (1830-1832), il devient très vite un bibliophile passionné par l'époque médiévale, la botanique ou encore les ouvrages chinois et japonais. Il achète livres anciens, manuscrits et incunables dans les salles de ventes et annote les œuvres qu'il souhaite acheter dans les catalogues de ventes. Thomas Dobrée est aussi un grand amateur d'estampes, de gravures, de monnaies et d'objets d'art. Le collectionneur nantais achète ses œuvres dans les ventes aux enchères régionales et parisiennes organisées à l'Hôtel Drouot. L'une des plus importantes de son époque fut la prestigieuse vente de la collection Soltykoff où Thomas Dobrée acheta la Châsse de saint Calminius et un Aquamanile nommé Le Lai d'Aristote. Pendant près de 150 ans archéologues et collectionneurs vont enrichir les collections du musée départemental. Il y a entre autres certains membres de la Société tel que Fortuné Parenteau (1814-1882) et Paul Soullard (1839-1930), ainsi que des personnalités plus éclectiques comme l'Abbé Auguste Cullerre (1830-1894).

Aujourd’hui, près de 135 000 œuvres composent les collections du musée Dobrée à Nantes.

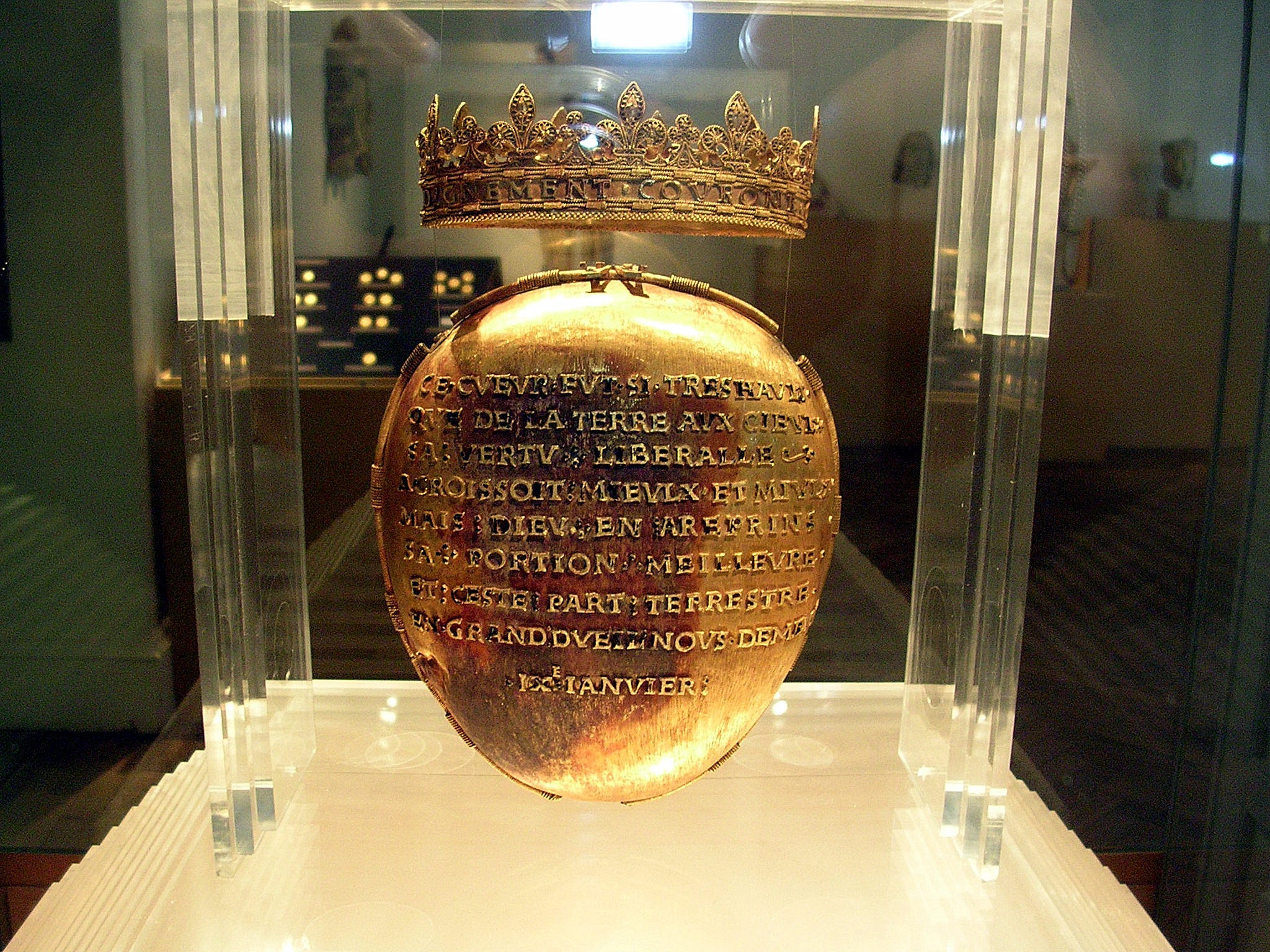
L'écrin du cœur d'Anne de Bretagne volé le 13 avril 2018 et retrouvé par la police.

### Les collections archéologiques
Dès le XIXe siècle, des membres de la Société archéologique et historique de Nantes et de Loire-Atlantique rassemblent des objets égyptiens, étrusques et grecs. Différents donateurs complètent cette première collection. Le fonds est ensuite enrichi grâce aux dépôts de musées nationaux comme le Louvre. L'archéologie méditerranéenne rassemble près de 2 000 pièces, il est l'un des dix départements qui structurent le pôle conservation du musée. L’essentiel des collections égyptiennes proviennent du fond du voyageur et minéralogiste nantais Frédéric Cailliaud (1787-1869). Les civilisations grecque et étrusque sont surtout représentées par des productions céramiques.
Le département d'archéologie national conserve quant à lui plus de 25 000 objets, qui constituent l'une des collections les plus riches de l'Ouest de la France.

### Vol d'objets
Dans la nuit du 13 au 14 avril 2018, le musée est victime du vol par effraction de l'écrin du cœur d'Anne de Bretagne qui y était conservé depuis 1896, d'une statue hindoue dorée ainsi que d'une cinquantaine de monnaies médiévales en or, dont une cadière d'Anne de Bretagne, et de médailles.
Le 21 avril 2018, le reliquaire ainsi que les autres objets volés ont été retrouvés par la police dans la région de Saint-Nazaire et les auteurs présumés ont été interpellés.
Restitué au musée Dobrée en septembre 2018, l'écrin du cœur d'Anne de Bretagne sera à nouveau exposé au public en 2022.

## Conservateurs
- 1861-1882 : Fortuné Parenteau
- 1882-1924 : Pitre de Lisle du Dreneuc

## Galerie

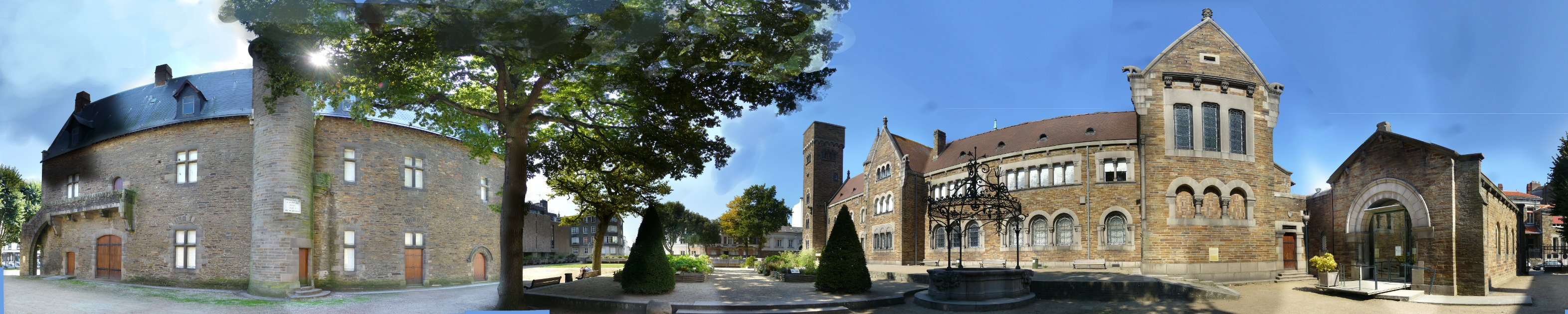
Le manoir Jean-, à gauche, et le palais Dobrée, à droite.

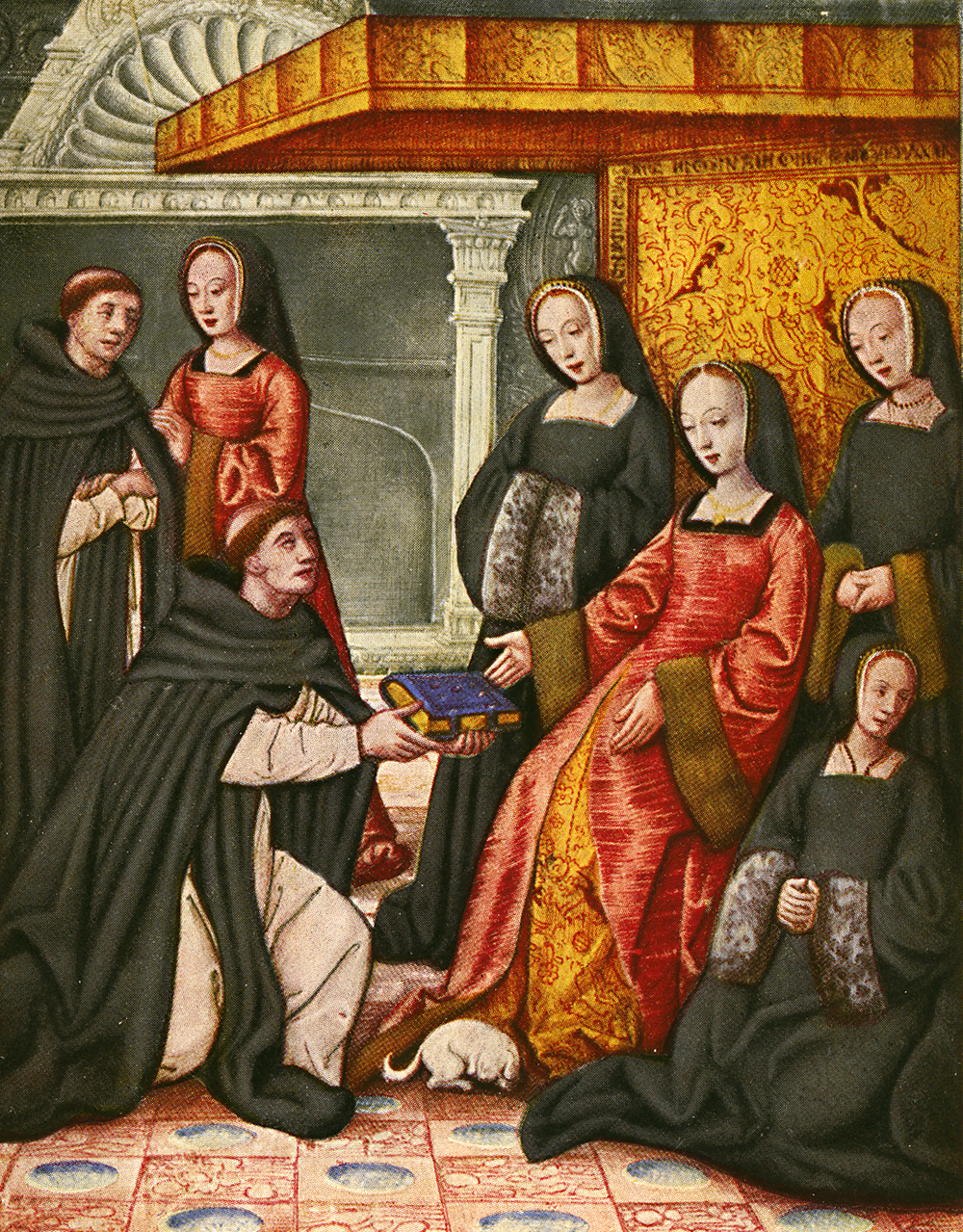
Anne de Bretagne.
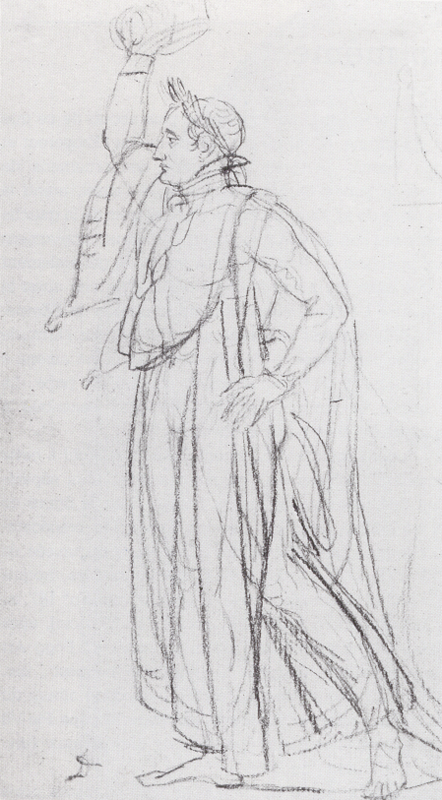
Étude pour Napoléon se couronnant.
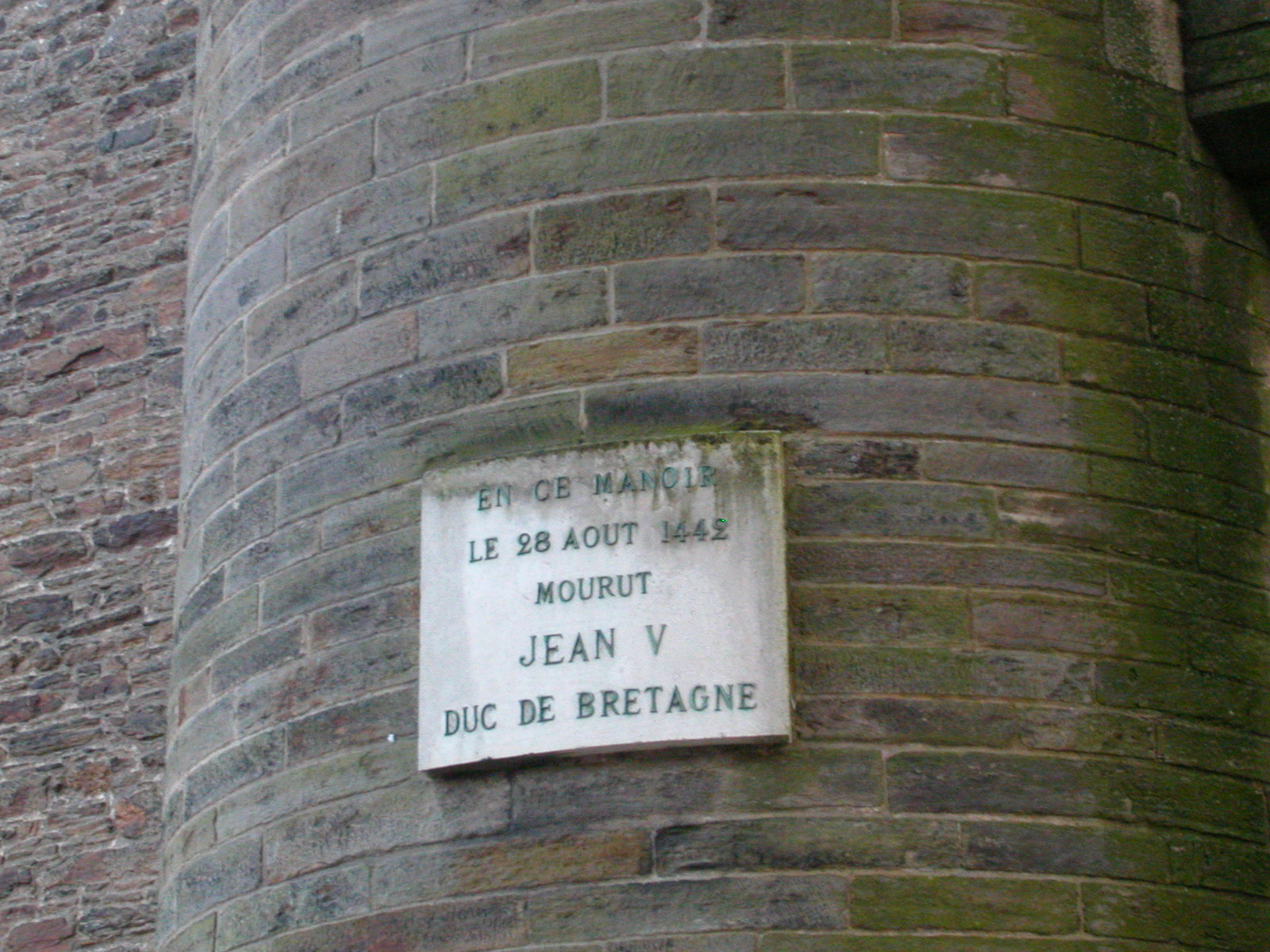
Plaque Jean V sur le mur du manoir de la Touche.
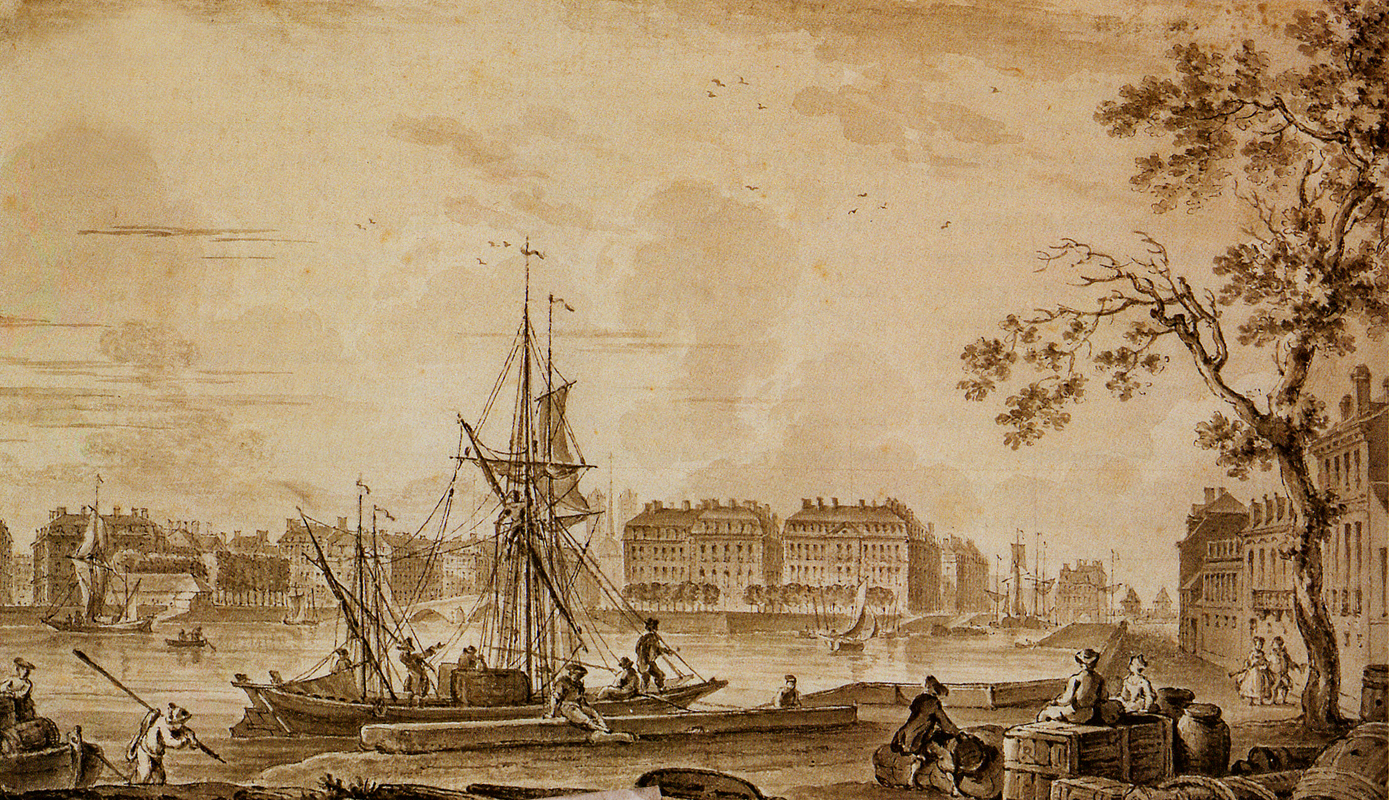
Vue du port de Nantes.